# Propoziție circumstanțială concesivă
Propoziția circumstanțială concesivă este o propoziție subordonată circumstanțială care exprimă o împrejurare de natură să împiedice desfășurarea unei acțiuni sau existența unei calități din regentă, dar care nu le împiedică.

## Definiție
- Este subordonata care arată o împrejurare care ar putea împiedica realizarea acțiunii sau existența însușirii din regentă, dar nu o împiedică.

- Este de mai multe feluri:

a) propriu-zisă: (Deși) este bolnav, 1/ a venit la școală.2/
b) ipotetică sau condițională: (Orice) s-ar întâmpla, 1/ nu plec acolo.2/

## Întrebări
- în ciuda cărui fapt?
- în ciuda cui?

## Termeni care cer propoziția circumstanțială concesivă
- Verb :  Învață , 1/ (chiar dacă) este obosit.2/

- Locuțiune verbală: (Deși) era supărat, 1/ a stat totuși de vorbă cu mine. 2 /

- Interjecție predicativa: (Deși) ești ocupat, 1/ hai totuși până acolo. 2/

- Adjectiv:  El a ieșit învingător, 1/ (deși) a jucat slab.2/

## Elemente de relație
- Conjuncții subordonatoare: ca, dacă, de, să, deși, batăr, măcar.

Calul, 1/ (că)-i cal, 2/ și tot obosește. 1/
Fierul, 1/ (de)-i fier, 2/ și tot ruginește. 1/
(Să)-l omori în bătaie, 1/ și tot nu recunoaște. 2/
- Locuțiuni conjuncționale subordonatoare: cu toate că, chit că, măcar că, chiar dacă, chiar că, chiar de, chiar să, măcar de, și dacă, și de, fără (ca) să etc.

(Cu toate că) s-a grăbit, 1/ n-a ajuns la timp .2/
Învață, 1/ (chiar dacă) este obosit.2/
- Pronume relativ + adj. indiferent:

(Indiferent ce) i-ai spune, 1/ tot nu se conformează. 2/
- Adjectiv pronominal relativ + adj. indiferent:

(Indiferent ce) măsuri ai lua, 1/ tot nu se potolește. 2/
- Pronume nehotărâte: orice, oricât, oricine:

(Orice) s-ar întâmpla, 1/ tot mă duc acolo. 2/
- Adjectiv pronominal nehotărât:

(Oricâți) bani ai avea, 1/ tot nu-ți ajung. 2/
- Adverbe relative: cât, cum, unde.

(Cât) de bogat ar fi, 1/ tot zgârcit rămâne. 2/
(Cum) o dai, 1/ tot n-o nimerești. 2/
(Unde) l-ai pune, 1/ tot îl găsește. 2/
- Adverb nehotărât: oricât, oricum, oriunde.

(Oricât) te-ai strădui, 1/ tot nu reușești. 2/
- Prin juxtapunere: Plece ei, 1/ eu nu plec.2/

Bate-l, 1/ și tot nu se duce.2/

## Elemente corelative
Adverbele: (și) tot, (și) totuși, și locuțiunea adverbială cu toate acestea. Conjuncțiile deși, batăr, măcar, și locuțiunile conjuncționale menționate (cu excepția lui fără ca să) sunt specifice.

## Topica
- postpusă:  Vin1/ (deși) n-am timp. 2/

- antepusă: (Deși) plouă 1/ tot voi veni. 2/

- intercalată: Totuși, 1/ (deși) a plouat, 2/ tot am plecat în excursie. 1/

## Punctuația
- Se desparte de obicei prin virgulă de regenta ei.